# Francisco Neri
Francisco Valmerino de Souza, meglio noto come Francisco Neri o Neri (Rio de Janeiro, 15 febbraio 1976), è un ex calciatore brasiliano, di ruolo attaccante.

## Carriera
Nel luglio del 2004 lo Young Boys lo preleva dallo Sciaffusa per 125000 €. Vanta 82 presenze e 24 reti nella prima divisione svizzera, piazzandosi al quarto posto con 13 realizzazioni nella classifica marcatori della stagione 2004-2005, disputata con la maglia dello Young Boys.

## Palmarès

### Club

#### Competizioni nazionali
- Campionato svizzero: 1

San Gallo: 1999-2000

### Individuale
- Capocannoniere della Challenge League: 2

2002-2003 (22 reti), 2003-2004 (17 reti)